# Rafflan
Rafflan is een eiland annex zandbank behorend tot de Lule-archipel. Het eilandje ligt ten zuiden van Laxön en kan daardoor niet tot de Råne-archipel worden gerekend, die in de Rånefjärden ligt. Het is onbebouwd en heeft geen vaste oeververbinding.